# ايوج (فارسش)
ایوج (بالفارسية: ایوج) هي قرية تقع في إيران في البلدة المركزية. يقدر عدد سكانها بـ 188 نسمة بحسب إحصاء 2016.